# Sonnay
Sonnay – miejscowość i gmina we Francji, w regionie Owernia-Rodan-Alpy, w departamencie Isère.
Według danych na rok 1990 gminę zamieszkiwały 853 osoby, a gęstość zaludnienia wynosiła 60 osób/km² (wśród 2880 gmin regionu Rodan-Alpy Sonnay plasuje się na 867. miejscu pod względem liczby ludności, natomiast pod względem powierzchni na miejscu 824.).